# Рок-н-рол (фільм, 2017)
«Рок-н-рол» (фр. Rock'n Roll) — французький трагікомедійний фільм 2017 року, поставлений режисером Гійомом Кане.

## Сюжет
Гійом і Маріон — подружня пара акторів. Колись він був молодою зіркою, отримував «Сезар», купався в променях слави. Зараз йому вже 43, він знімається у дешевих серіалах, одягається у що попало, купує продукти в магазинах, де його звуть містер Котіяр, і сумно бреде додому, де його чекає блискуча Маріон, зірка, красуня, найбільш жадана акторка покоління. І одного разу його остаточно «добиває» молода акторка, яка говорить, що він «уже не рок-н-рол», що в її списку потенційних коханців йому відведено перше місце від кінця і що «так довго не живуть». Гійом розуміє: треба терміново змінити своє життя…

## У ролях
| • Гійом Кане      | … | Гійом Кане            |
| • Маріон Котіяр   | … | Маріон Котіяр         |
| • Філіпп Лефевр   | … | Філіпп Лефевр         |
| • Жиль Лелуш      | … | Жиль Лелуш            |
| • Камілль Роу     | … | Камілль Роу           |
| • Кев Адамс       | … | Кев Адамс             |
| • Бен Фостер      | … | Бен Фостер            |
| • Іван Атталь     | … | Іван Атталь           |
| • Джонні Голлідей | … | Джонні Голлідей       |
| • Ален Атталь     | … | Ален Атталь, продюсер |
| • Ярол Пупо       | … | Ярол Пупо             |

## Знімальна група
- Автори сценарію — Гійом Кане, Родольф Лога, Філіпп Лефевр
- Режисер-постановник — Гійом Кане
- Продюсери — Ален Атталь
- Виконавчий продюсер — Ерік Метіс (США)
- Асоційований продюсер — Джонатан Блюменталь
- Співпродюсер — Вів'єн Асланян, Гійом Кане, Ромен Ле Гран
- Оператор — Крістоф Оффенштейн
- Композитор — Максим Нуччі (Yodelice)
- Монтаж — Ерве де Луз
- Художник-постановник — Філіпп Шифр
- Художник з костюмів — Карін Сарфаті
- Підбір акторів — Лоран Куро

## Саундтрек
| Список треків | Список треків                                         | Список треків                       | Список треків |
| #             | Назва                                                 | Виконавець                          | Тривалість    |
| ------------- | ----------------------------------------------------- | ----------------------------------- | ------------- |
| 1.            | «Crazy Drum»                                          | Yodelice                            | 1:52          |
| 2.            | «Marcellito Fanfare»                                  | Yodelice                            | 2:18          |
| 3.            | «Indian Love Call»                                    | Нік Вотергауз                       | 3:04          |
| 4.            | «You Spin Me Round (Like a Record)»                   | Dead or Alive                       | 4:28          |
| 5.            | «That's Not My Name»                                  | The Ting Tings                      | 5:10          |
| 6.            | «Clapping Song (Clap Pat Clap Slap)» (пісенна версія) | Елліс Ширлі                         | 2:43          |
| 7.            | «Enola Gay»                                           | Orchestral Manoeuvres in the Dark   | 3:32          |
| 8.            | «Marcellito Pizz»                                     | Yodelice                            | 0:57          |
| 9.            | «Pour que tu m'aimes encore»                          | Селін Діон                          | 4:12          |
| 10.           | «Crazy Ambiance»                                      | Yodelice                            | 0:16          |
| 11.           | «Quand je t'aime»                                     | Деміс Русос                         | 3:48          |
| 12.           | «Rock'n Roll Accordeon»                               | Yodelice                            | 1:34          |
| 13.           | «You Can Do It»                                       | Al Hudson & The Partners            | 3:26          |
| 14.           | «Don't Dream It's Over»                               | Crowded House                       | 3:57          |
| 15.           | «The Seed (2.0)»                                      | The Roots feat. Cody Chesnutt       | 3:54          |
| 16.           | «Take Me Out»                                         | Franz Ferdinand                     | 3:58          |
| 17.           | «Marcellito Main»                                     | Yodelice                            | 2:33          |
| 18.           | «Forever Young»                                       | Alphaville                          | 3:46          |
| 19.           | «Go On for Ever» (з фільму Бум)                       | Річард Санденрсон та Владимир Косма | 3:45          |
| 20.           | «Sarà perché ti amo»                                  | Ricchi e Poveri                     | 3:04          |
| 21.           | «Marcellito Instru»                                   | Yodelice                            | 0:54          |
| 22.           | «Early Morning Jam»                                   | The Afters                          | 4:03          |
| 23.           | «Crocodile Ranger»                                    | Yodelice                            | 2:07          |
| 24.           | «Target»                                              | Yodelice                            | 2;26          |
| 25.           | «Ça plane pour moi»                                   | Гійом Кане                          | 4:49          |

## Нагороди та номінації
| Список нагород та номінацій | Список нагород та номінацій | Список нагород та номінацій | Список нагород та номінацій | Список нагород та номінацій | Список нагород та номінацій |
| Кінофестиваль/Кінопремія    | Рік                         | Категорія                   | Номінант(и)                 | Результат                   | Дж                          |
| --------------------------- | --------------------------- | --------------------------- | --------------------------- | --------------------------- | --------------------------- |
| Гамбурзький кінофестиваль   | 2017                        | Приз глядачів               | Рок-н-рол                   | Номінація                   |                             |
| Премія «Сезар»              | 2.03.2018                   | Найкращий актор             | Гійом Кане                  | Номінація                   | [ 4 ]                       |